# Art déviant
Pour l’article homonyme, voir DeviantART.
 (janvier 2010).
 (avril 2012).
Si vous disposez d'ouvrages ou d'articles de référence ou si vous connaissez des sites web de qualité traitant du thème abordé ici, merci de compléter l'article en donnant les références utiles à sa vérifiabilité et en les liant à la section « Notes et références ».
L’Art déviant (traduction littérale de l'anglais Deviant Art) est un courant de création artistique, né à la fin du XXe siècle et qui se situe dans la lignée philosophique du surréalisme (il est d'ailleurs parfois qualifié de néo-surréalisme ), du postmodernisme et du pop art. Il relève plus d'un état d'esprit créatif que d'un « style » dans le plus strict et le plus scolastique sens du terme. L'infographie est l'un de ses principaux vecteurs, notamment par la réalisation de fonds d'écran (Wallpapers en anglais). Sur le modèle de la Factory d'Andy Warhol, la communauté a créé en août 2000 un site Internet deviantART, qui tient tout à la fois de l'espace de création, du forum et du point de rencontre des créateurs se réclamant de « l'art déviant ».
Courant créateur polymorphe (iconographie, littérature...), il se caractérise par son inventivité et par quelques canons, comme le détournement, le recyclage ou la « re-création » d'icônes artistiques de la culture universelle (comme La Joconde). La série de dessins animés Les Simpson est, par exemple, l'une de ses sources d'inspiration, en particulier dans le domaine de la caricature politique (les « homérisations ») de même que les figures médiatiques des présidents américains George W. Bush et Barack Obama et celles emblématiques de Che Guevara et Oussama ben Laden. Big Brother, le personnage créé par George Orwell et symbole du totalitarisme absolu, en est encore une autre. Le « politiquement incorrect » étant par ailleurs l'une des marques de fabrique de l'Art Déviant, il peut ainsi se réclamer d'une certaine forme d'anarchisme artistique libertaire et polémique, le détournement des affiches de propagande de la Seconde Guerre mondiale ou des affiches publicitaires consuméristes glamour des années 1950-60, pour dénoncer les excès de notre société, procédant de cet esprit contestataire.
Le T-Shirt, le tagging et d'autres manifestation de la culture urbaine, l'art mural, la sculpture, dans la lignée iconoclaste de César, et la publicité  -  en particulier la photo de mode sont d'autres vecteurs du Deviant Art.
Si le site deviantART reste la référence de cette communauté de créateurs et d'artistes, d'autres sites, plus modestes et souvent axés sur un thème particulier, se sont créés au fil des ans à l'initiative de fans du genre. La CGSociety Society of Digital Artists  est l'un de ces groupes alternatifs des plus prolifiques. 
De nombreux courants artistiques, comme le steampunk ou le mouvement gothique, gravitent peu ou prou dans la mouvance intellectuelle du Deviant Art. 

## Infographie

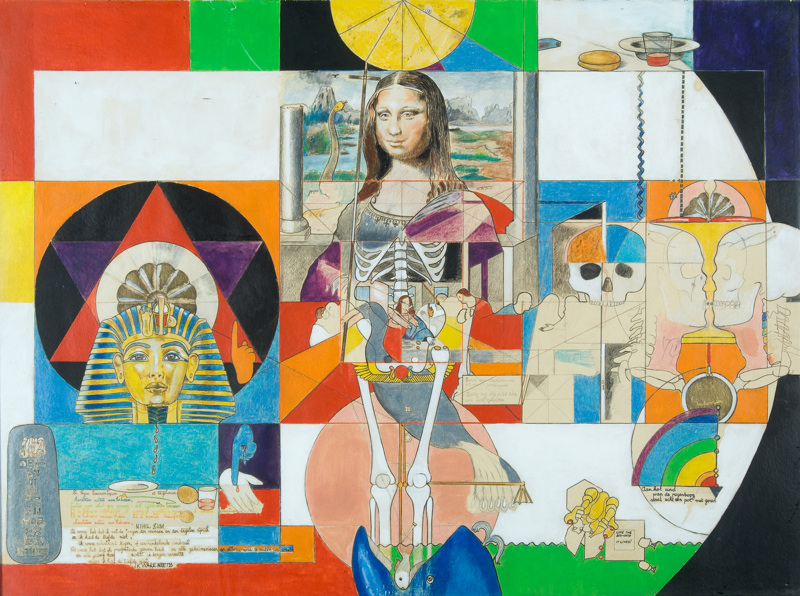
Maria

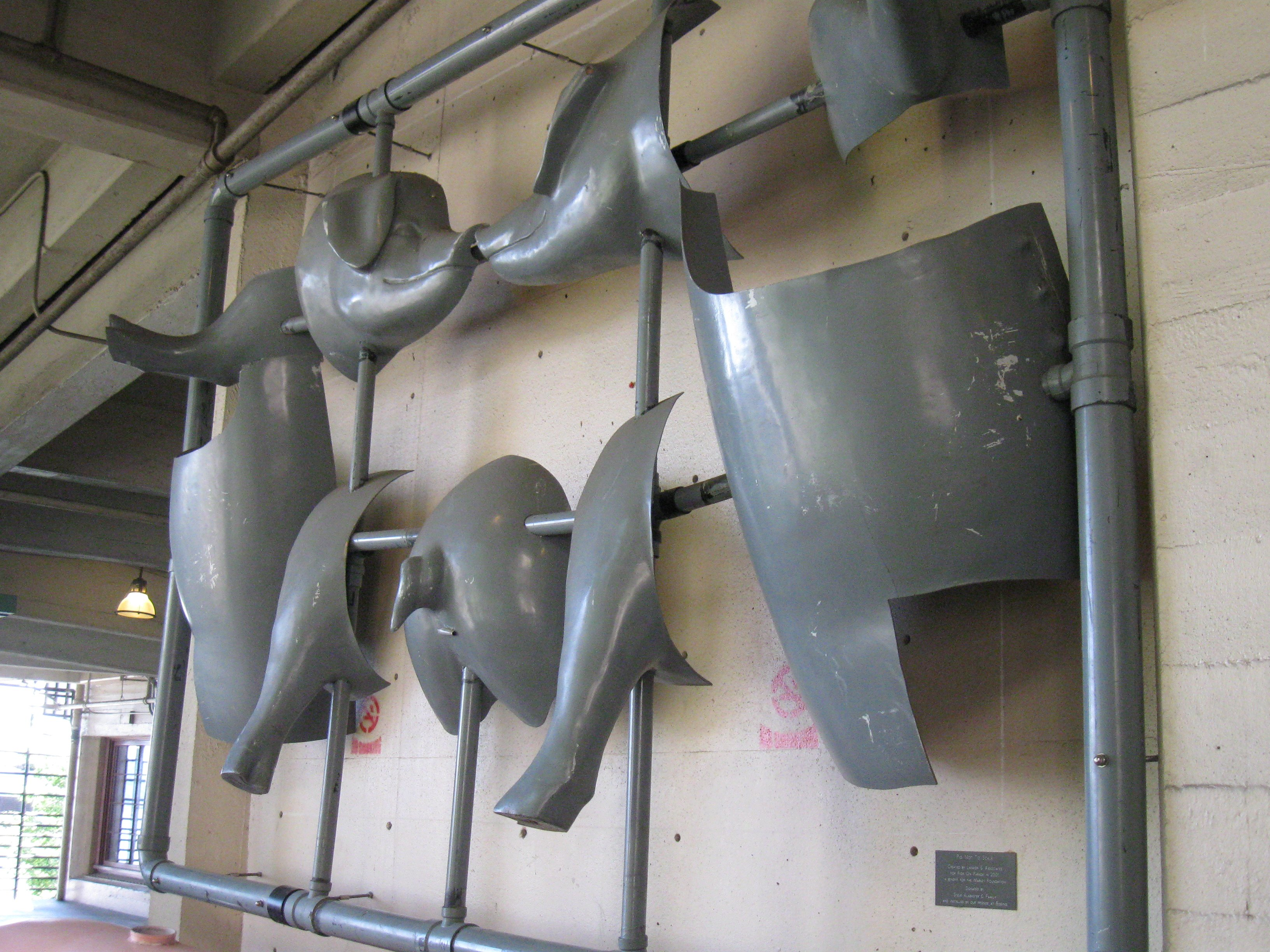
Pike Place Market

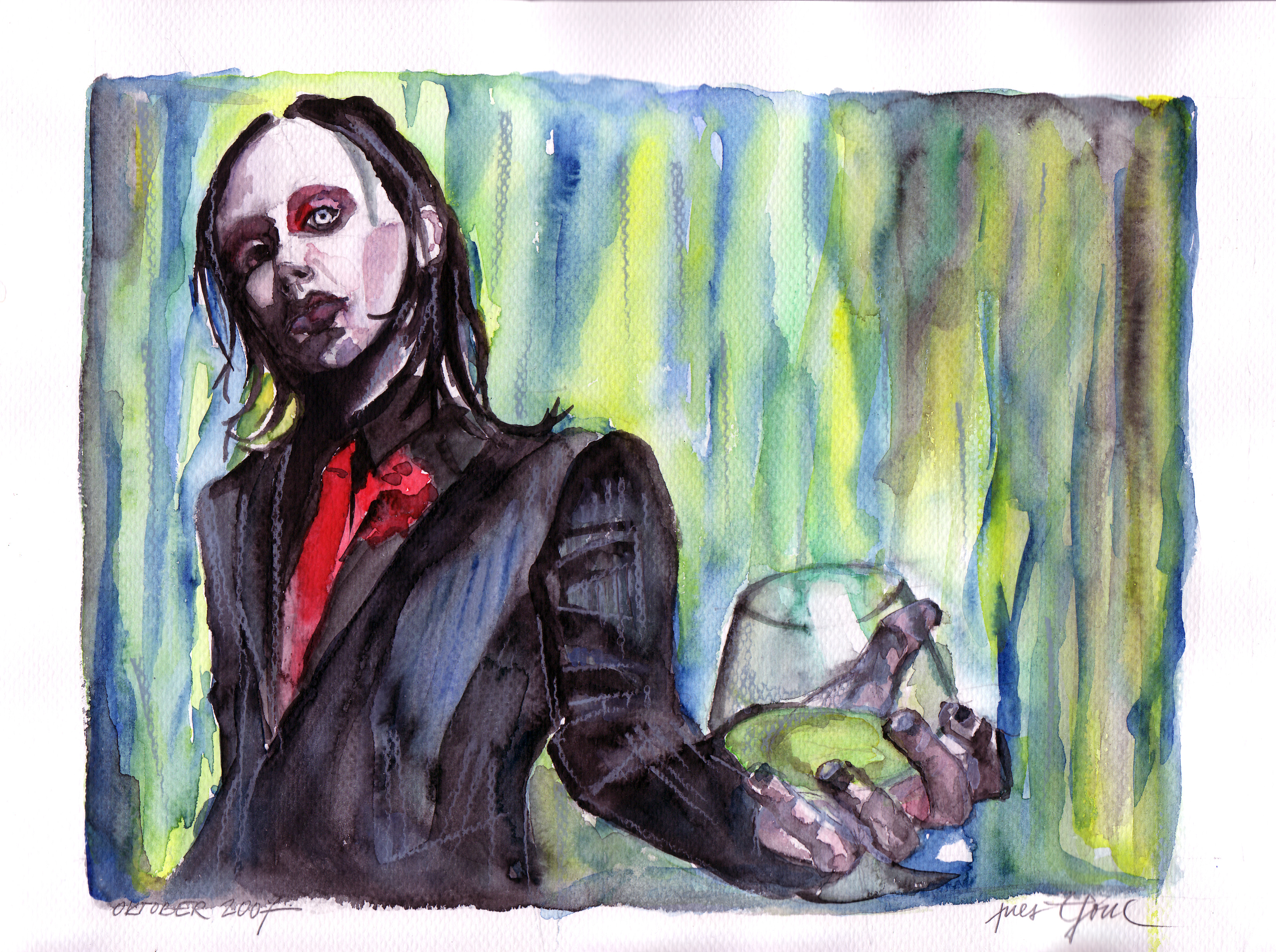
Marilyn Manson with a glass of Absinthe.

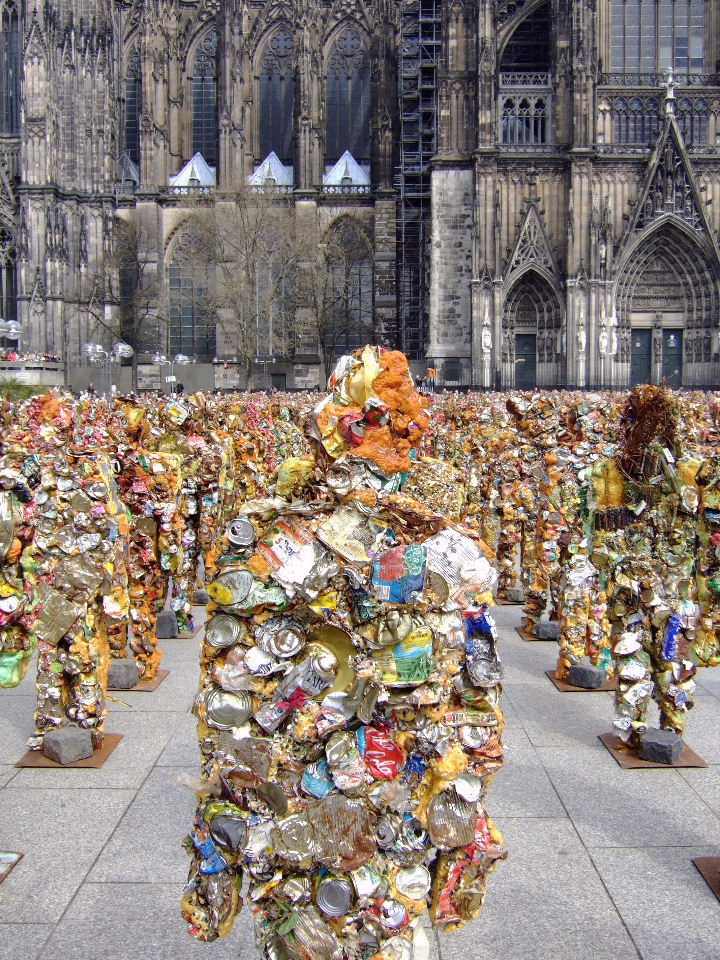
Trash people, à Cologne.

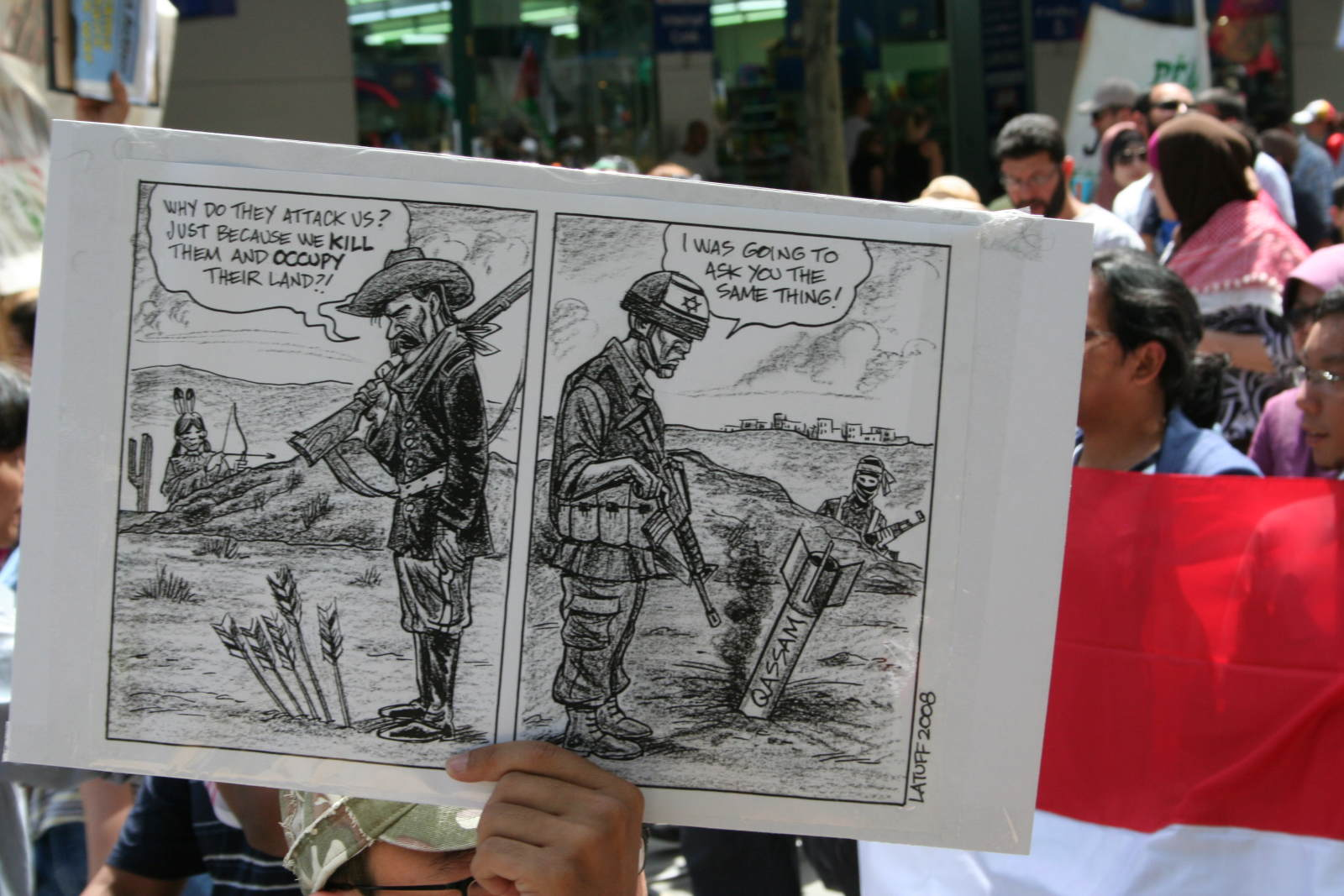
La caricature politique protestataire est l'une des formes d'expression du Deviant Art.

L'infographie est sans conteste le vecteur essentiel  au niveau de la création artistique « déviante »...  Internet et le Web devenant par voie de conséquence ses principaux médias de diffusion. De nombreux blogs se sont spécialisés non seulement dans la vente par téléchargement d'œuvres mais également d'outils informatiques  de création — le « Do It Yourself » de l'Art déviant.
Les webzines constituent l'un des espaces de création privilégiés de l'infographie « déviante », le Wallpaper constituant la forme la plus prisée de ce courant créateur.

## Fashion Médias
Comme signalé plus haut, la photographie de mode constitue aussi un autre support prolifique du Deviant Art, certaines créations mondialement connues -  les affiches de la société United Colors of Benetton  notamment -  devenant des références en la matière. Certains top models comme Eugénia Mandzhieva sont ainsi devenues les égéries d'une forme plus glamour du Deviant Art.  

## Télévision et cinéma
(février 2020).
Si vous disposez d'ouvrages ou d'articles de référence ou si vous connaissez des sites web de qualité traitant du thème abordé ici, merci de compléter l'article en donnant les références utiles à sa vérifiabilité et en les liant à la section « Notes et références ».
Dans la lignée esthétique du Deviant Art on peut citer :
- la série télévisée d'humour Non-sense et iconoclaste Monty Python's Flying Circus fait figure de précurseur du genre de même que le film Monty Python :  Le Sens de la vie. Dans le même ton, et à peu près contemporains, figurent aussi Les Shadoks français et La Linea italienne ;
- Bunker Palace Hôtel dans un tout autre registre, nettement plus sombre, qui dénonce le totalitarisme, comme Brazil le fait sur un ton plus sardonique
- Forrest Gump avec la scène fameuse au cours de laquelle l'acteur Tom Hanks « rencontre » le président John F. Kennedy dans un dialogue loufoque,
- Les Désastreuses Aventures des orphelins Baudelaire dans lequel se télescopent différents genres de la science-fiction, de la fantasy et du steampunk dans une esthétique onirique,
- Les films Borat et Brüno de Sacha Baron Cohen et son Da Ali G Show;

## Bande dessinée alternative et webcomics
Les webzines constituent une fois encore, par le biais des webcomics - littéralement les bandes dessinées en ligne -, un des principaux supports de la bande dessinée « déviante ».
- Le Webzine L'Autre Bande dessinée[note 9] est en France l'un des promoteurs essentiels et l'une des plates-formes des plus actives dans le domaine de la bande dessinée « déviante ».

Quelques exemples de Deviant Art dans le domaine de la bande dessinée traditionnelle :
- Nous Tintin - Fausses couvertures de Tintin  Couverture de Keith Haring Les Éditions du Lion, Bruxelles 1987

## Littérature
- Kurt Cobain : Le Journal de Kurt Cobain (posthume) Éditions 10/18 - collection musiques & Cie Oh! Éditions 2002 pour la version de poche en Français.
- Bret Easton Ellis :American Psycho (1991), Éditions 10/18 - collection domaine étranger avril 2005 pour l'édition de poche en Français.
- Quentin Tarantino : Une Nuit en Enfer (novelisation 1996) - Éditions U.G.E 10/18 collection  domaine étranger  1996 pour l'édition de poche en Français.

## Happenings
Le happening est certainement la forme la plus spontanée et la plus naturelle de « déviationnisme artistique » — et aussi l'une de celles qui semble le mieux lui convenir. L'impertinence iconoclaste étant l'un des signes distinctifs de l'Art déviant, on pourra donc reprendre dans la présente liste les entartages de l'humoriste anarchiste belge Noël Godin comme précurseurs du genre ! Les « emballages » de monuments par le sculpteur Christo sont une autre forme précoce  de Deviant Art avant la lettre.

## Aspects juridiques
Revendiquant le libre droit à la création, les acteurs du Deviant Art se sont régulièrement retrouvés  au centre de la polémique sur la protection légale des droits d'auteurs et du  copyright au début des années 2000. Ce fut notamment le cas avec les ayants droit d'Hergé quant aux « avatars déviants » - comme l'irrévérencieux Tintin in Teheran vendu sur EBay - de Tintin - une autre icône internationale, source d'inspiration des artistes se réclamant de ce mouvement. Paradoxalement, la censure d'œuvres déviantes illégales semblent très souvent créer sur les blogs un effet de réaction en boule de neige en en suscitant d'autres - Tintin in Teheran ayant été suivi d'un Tintin en Irak !!  - la plupart des législations restant très en retard dans les matières relatives entre autres à la protection des droits, au piratage et à la délinquance informatiques.

### Livres d'art et études
- Daniele Barbieri : Valvoformes et Valvocouleurs, Idea Books, Milan 1990 - Imschoot uitgevers 1991 pour la version française  (ISBN 9072191374)
- Charlotte & Peter Fiell : Graphic Design Now, Taschen GmbH, 2005  (ISBN 3-8228-4778-X)
- Daniel Wade, Mark Snoswell : Deviant Art, Ballistic Media Pty, Limited, 2005  (ISBN 1921002220),  (ISBN 9781921002229)

### Magazines
- De Fish - Streetartmagazine, Domensino Media BVBA, Berchem (Anvers)
- FAD Magazine - Fashion Art Design, Horace Mann School's publication